# Michael Bellisario
Pour les articles homonymes, voir Bellisario.
 (mars 2019).
Si vous disposez d'ouvrages ou d'articles de référence ou si vous connaissez des sites web de qualité traitant du thème abordé ici, merci de compléter l'article en donnant les références utiles à sa vérifiabilité et en les liant à la section « Notes et références ».
Michael Angelo Bellisario, né le 7 avril 1980 dans le Comté de Los Angeles, est un acteur américain.

## Biographie
Il est le fils du producteur Donald Bellisario et de Lynn Halpern. Il est le demi-frère de l'actrice Troian Bellisario et le beau-frère par alliance de l'acteur Sean Murray.
Bellisario est principalement connu pour les rôles qu'il a joués dans les séries de son père, comme le midshipman Michael « Mikey » Roberts dans JAG ou Charles Sterling dans NCIS : Enquêtes spéciales. Il a également fait quatre apparitions dans Code Quantum.

## Filmographie

### Acteur

#### Cinéma
- 1988 : Crimes de sang : Fils de Nuzo (en tant que Michaelangelo Bellisario)
- 1994 : Beanstalk
- 1998 : Bravo : le beau-fils du président
- 2002 : Four Deadly Reasons : Johnny Z
- 2006 : Pisser : Cop #2
- 2006 : Grandma's Boy
- 2006 : Lords of tht Underworld : James Vane
- 2007 : Kush : Docteur Jared Belmont
- 2007 : Le Portrait de Dorian Gray : James Vane
- 2014 : Pretty Perfect : Marc
- 2018 : Code 211 (211) : Hyde
- 2018 : Elvis
- 2020 : Disturbing the Peace de York Alec Shackleton : Pyro

#### Télévision

##### Séries télévisées
- 1983 : Jake Cutter : Son
- 1989-1993 : Code Quantum : Kid #2 / Martin Jr. / Billy / ...
- 1995-2005 : JAG : Midshipman Mike 'Mikey' Roberts / Mike 'Mikey' Roberts / P.O. Mike 'Mikey' Roberts / ...
- 2005 : NCIS : Enquêtes spéciales : Charles 'Chip' Sterling
- 2011 : Rizzoli et Isles

### Producteur
- 2012 : Beyond the Trophy